# Lasioglossum gentianae
Lasioglossum gentianae là một loài Hymenoptera trong họ Halictidae. Loài này được Rayment mô tả khoa học năm 1951.